# Яковлев, Савва Яковлевич
Савва Яковлевич Яковлев (при рождении Собакин; 9 декабря 1713, Осташков, Ингерманландская губерния, Русское царство — 21 февраля 1784, Санкт-Петербург, Российская империя) — российский предприниматель, заводчик, меценат, один из богатейших людей своего времени. Возведён в потомственное дворянство.

## Начало пути
Савва Яковлев родился 28 ноября (9 декабря) 1712 года (по другим данным 5 декабря 1713 года) в городе Осташкове в семье мещанина Якова Собакина. В 1733 году, как и сотни сверстников, он отправился на поиски своего счастья в столицу Российской империи. В Петербурге Савва делает ошеломляющую карьеру. Начал с уличной торговли: продавал телятину. Торговал вблизи императорского Летнего сада. Здесь, по преданию, зазывая покупателей, он обратил на себя внимание Елизаветы Петровны, которая питала слабость к сильным мужским голосам. С этого времени Савва Собакин становится поставщиком телятины к столу императрицы. Высокое покровительство к 1746 году позволило Савве заключить ряд выгодных сделок. К примеру, он получил право откупа на питейные сборы в десятках городов Российской империи, а также на ряде уральских заводов, в его руках оказалась часть таможенных сборов, причём на самых благоприятных условиях. Он придумывает всё новые комбинации для обогащения, но не всегда его планы срабатывали. Во время Семилетней войны Савва получает разрешение на снабжение российской армии провизией, вскоре он был уличен в махинациях, ему грозил военный суд, лишь связи и деньги спасли мошенника.
В 1764 году Екатерина II поручила Яковлеву снаряжение корабля российскими товарами для отправки в Лиссабон. Под покровом секретности корабль с грузом железа, юфти и воска вышел из Кронштадта 22 июля 1765 года. Таким образом, при участии Саввы Яковлева было положено начало торговым и впоследствии дипломатическим отношениям между Россией и Португалией.

## Крупнейший предприниматель России второй половины XVIII века
Так в царствование Елизаветы Петровны Собакин скопил тот первоначальный капитал, с которого началось его превращение в крупнейшего российского промышленника. Для удачливого предпринимателя необходим был соответствующий титул. В 1762 году Пётр III возводит Собакина в потомственное дворянство: поговаривали, что Савва снабжал императора деньгами. 

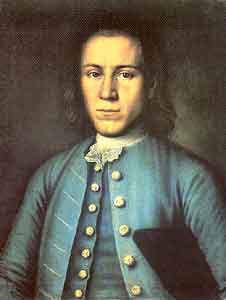
Собакин в молодости

Летом в 1762 году в результате дворцового переворота на престол взошла Екатерина II, приказавшая по этому случаю выдавать народу в кабаках водку бесплатно. Савва, недовольный смещением Петра III, ослушался. В Петербурге сохранилось предание, что за ослушание Яковлеву была выдана чугунная медаль в пуд весом с приказанием носить её по праздникам на шее. Только раздачей пожертвований и широкой благотворительностью Яковлев сумел примирить с собой Екатерину. Екатерина была поражена услужливостью Собакина, отменила своё наказание и повелела сменить его простонародную фамилию на благородную Яковлев.
В 1764 году Савва Яковлев приобрёл у купца Затрапезнова Ярославскую Большую Мануфактуру. Для ознакомления с железоделательным производством Яковлев ездит в Олонец и Тулу, а в середине 1760-х годов впервые едет на Урал. Яковлев был потрясен богатствами этого края. Осмотрев несколько уральских заводов, он начинает переговоры с владельцами о их приобретении. С 1766 по 1779 годы Яковлев покупает шестнадцать и строит шесть чугуноплавильных, железоделательных и медеплавильных заводов, и таким образом становится собственником двадцати двух уральских предприятий. В 1766 году он выкупил у А. Г. Гурьева за 140 тыс. рублей Алапаевский, Синячихинский, Верхне- и Нижне-Сусанский заводы. В 1769 году за 150 тыс. рублей у А. И. Глебова были куплены Холуницкий, Климковский, Уинский и Шермяитский заводы. В этом же году за 800 тыс. рублей Яковлев купил у П. А. Демидова Невьянский, Быньговский, Шуралинский, Верхнетагильский и Шайтанский заводы. В 1774 году у графа Р. И. Воронцова за 200 тыс. рублей был куплен Верх-Исетский завод. В 1778 году у графа С. П. Ягужинского за 100 тыс. рублей были куплены Уткинский и Сылвинский заводы.
В 1769 году Савва Яковлевич достроил выкупленный у Демидовых Верх-Нейвинский завод, в 1770 году он построил Верхне-Синячихинский завод, в 1774 году — Режевской завод, в 1776 году — Ирбитский завод, в 1779 году — Верхнеалапаевский завод.
В этот период Яковлеву удалось создать крупнейшее на Урале заводское хозяйство, скупая их у наследников Демидова и несостоятельных дворян, получивших заводы от государства, и строя новые предприятия. К 1780 году Савва Яковлевич владел 22 заводами, производившими 24 % от всего уральского железа. Таким образом Яковлев стал самым богатым и удачливым предпринимателем в России. Его возвышение, по словам Н. И. Павленко, не имеет себе равных ни по темпам, ни по приёмам обогащения. Наряду с Демидовыми Савва Яковлев и его потомки сыграли важнейшую роль в развитии дореволюционной уральской промышленности, рельефно выделяясь среди других заводчиков Урала, уступая Демидовым лишь в том, что те стояли у истоков уральской индустрии.
Яковлев принимал активное участие в управлении заводами, лично назначал управляющих, но ни разу сам не посетил свои предприятия, давая письменные указания из Петербурга. Главными доверенными лицами собственника на заводах были его старшие сыновья, особое положение среди которых занимал Михаил, подписывавший от имени отца важнейшие документы и взаимодействовавший с Берг-коллегией.

## Яковлев в Петербурге

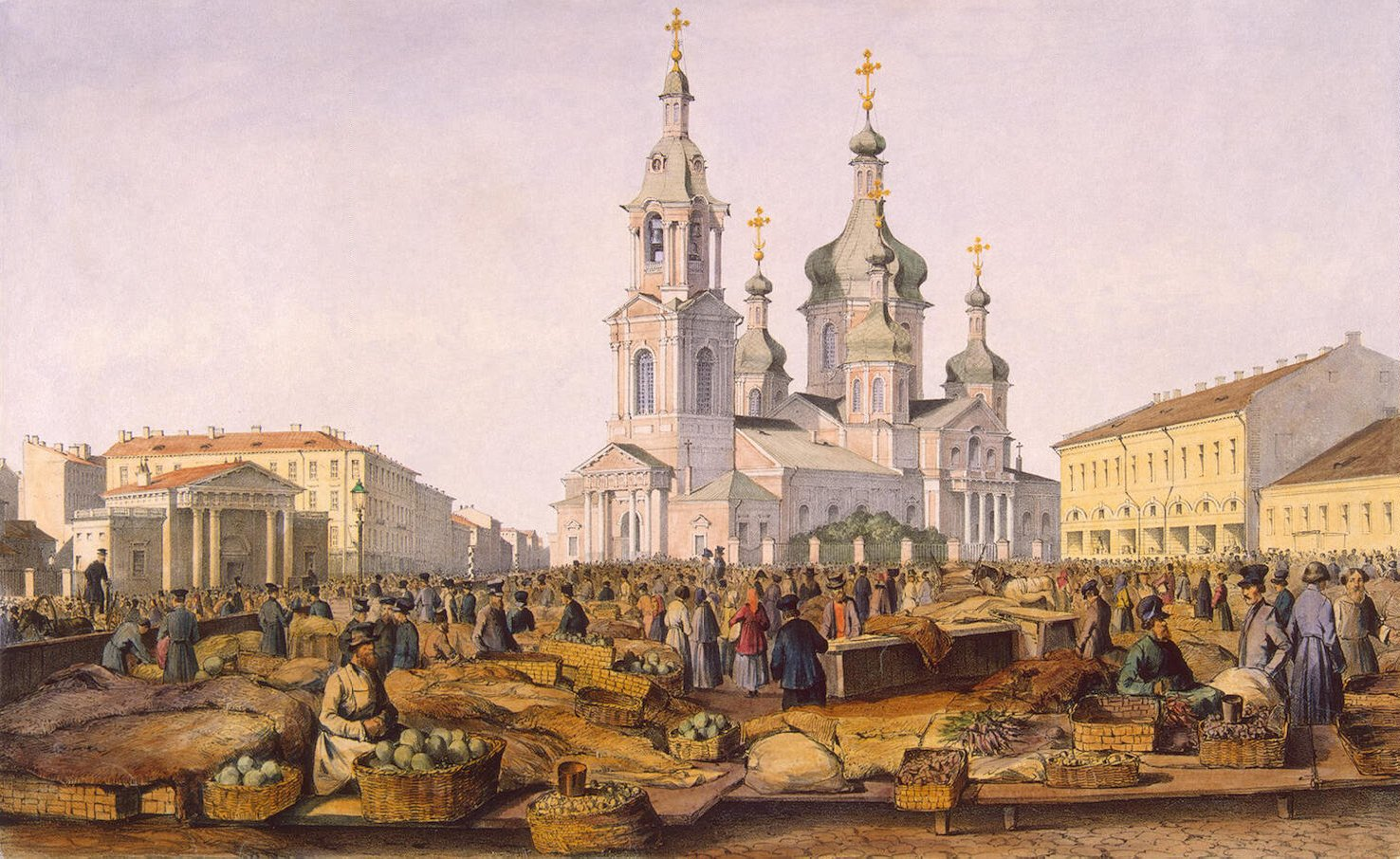
Торг у церкви Спаса на Сенной

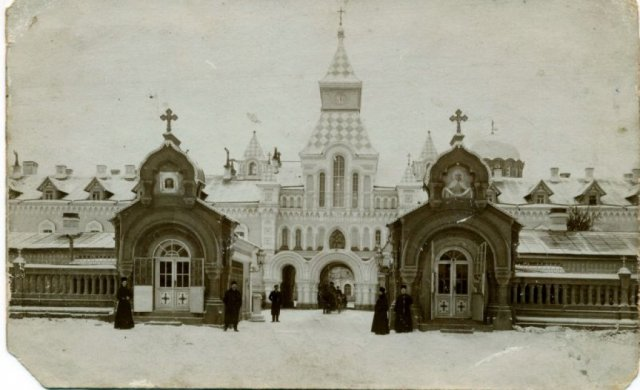
Церковь Саввы Стратилата в Сергиевой Приморской пустыни

В Петербурге личность Саввы Яковлева вошла в городской фольклор. Савва считался крупнейшим землевладельцем в столице. Ему принадлежало несколько загородных имений под Петербургом. В самом городе Яковлев владел двумя большими участками земли. Один, на Васильевском острове, рядом со знаменитой Биржей, назывался «Биржевым»: на нём располагались склады с готовой для отправки за границу продукцией, а также несколько жилых зданий. Другой, тянулся между рекой Фонтанкой и Садовой улицей. На нём для Яковлева по проекту архитектора Растрелли рядом с Сенной площадью в 1766 году был построен большой дворец.
В истории Сенной площади Яковлев сыграл особую роль. В 1753—1765 годах на его средства по проекту А. В. Квасова на площади был воздвигнут один из известнейших питерских храмов, прозванный в народе «Спас на Сенной». Рядом с храмом высилась 40-метровая трехъярусная колокольня с колоколом в 542 пуда весом. Тщеславный Яковлев пожелал выбить на колоколе надпись «Асессора Саввы Яковлева в церкви Успения Пресвятой Богородицы, что на Сенной». Говорили, что при жизни Саввы Яковлева звонили в этот колокол лишь тогда, когда он это дозволял, и будто бы язык колокола к чему-то прикреплялся особой цепью, которую Яковлев запирал замком, а ключ держал у себя и выдавал его, когда хотел.
Умер 21 февраля (3 марта) 1784 года и был похоронен на Лазаревском кладбище Александро-Невской лавры.
В 1859 году в память о Яковлеве его внуки выстроили в Троице-Сергиевой пустыни под Петербургом надвратную церковь в честь Священномученика Саввы Стратилата.

## Семья
От брака с Марьей Ивановной Яковлевой (1721—1797) имел 5 сыновей и 2 дочерей, которые разделили после смерти отца все огромное его состояние, большая часть заводов Яковлева находилась в собственности его потомков до 1917 года.
- Савва Яковлевич
  - Михаил Саввич (1742—1781), владелец Ярославской полотняной мануфактуры; женат с 1756 года на Степаниде Степановне Зиминой (1738—1781), оставил 8 детей. В их числе:
    - Николай Михайлович (1761—1813). Боровиковский писал портреты: в 1801 его жены Дарьи Семеновны, урождённой Баратовой, и в 1812 — их дочери Марии Николаевны, в замужестве Бистром
    - Иван Михайлович (1763—1832)
    - Савва Михайлович  (1768—1829)

  - Иван Саввич (1746—1801), поручик Таганрогского драгунского полка, владелец Верх-Исетских заводов.
    - Алексей Иванович Яковлев (1768—1849) 
      - "Савва Алексеевич Яковлев" (1811 - 1847), штаб-ротмистр Кавалергардского полка, гуляка, дебошир, покончил жизнь самоубийством.
        - Стенбок-Фермор, Надежда Алексеевна (1815 — 1897)
          -  Алексей Александрович Стенбок-Фермор (1836 — 1916)

  - Пётр Саввич (1754—1809), генерал-аудитор-лейтенант при штабе Потёмкина, владелец Невьянского и Быньговского заводов, основатель Петрокаменского завода[22].
  - Гавриил Саввич.
  - Сергей Саввич (1763—1818), действительный статский советник, владелец девяти заводов Алапаевской части на Урале; от брака с известной красавицей Маврой Борисовной Струговщиковой (20.04.1773—20.03.1805; умерла от чахотки) имел семь дочерей.
    - Екатерина (1788—1832), замужем (с 1 ноября 1808 года) за генерал-майором Алексеем Николаевичем Авдулиным (1776—1838)
    - Елена (1794—1817), замужем (с 17 июля 1816 года) за генералом Алексеем Петровичем Никитиным
    - Любовь (1797—1854), замужем (с 31 января 1819 года) за генерал-майором Иосифом Иосифовичем Сабиром (1777—1864)
    - Софья (1799—1882), замужем (с 28 мая 1819 года) за генерал-майором Николаем Логгиновичем Манзеем (1784—1862)
      - генерал К. Н. Манзей.

    - Анна (1800—1829), замужем за известным театралом Афанасием Фёдоровичем Шишмаревым (1790—1876).
    - Варвара (1802—1831), замужем (с 6 августа 1819 года) за генералом Карлом Альбрехтом (1789—1859).

  - Анна Саввишна (1749—1825), была замужем c 13 ноября 1777 года[23] за промышленником Александром Ивановичем Баташёвым (1743—1807), один из сыновей и наследников И. К. Баташёва.
  - Степанида (Стефания) Саввишна, девица.

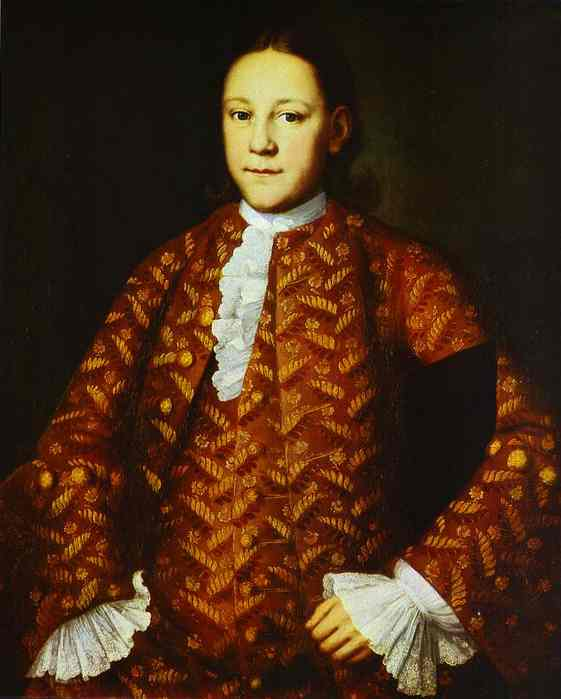
Михаил Саввич, сын
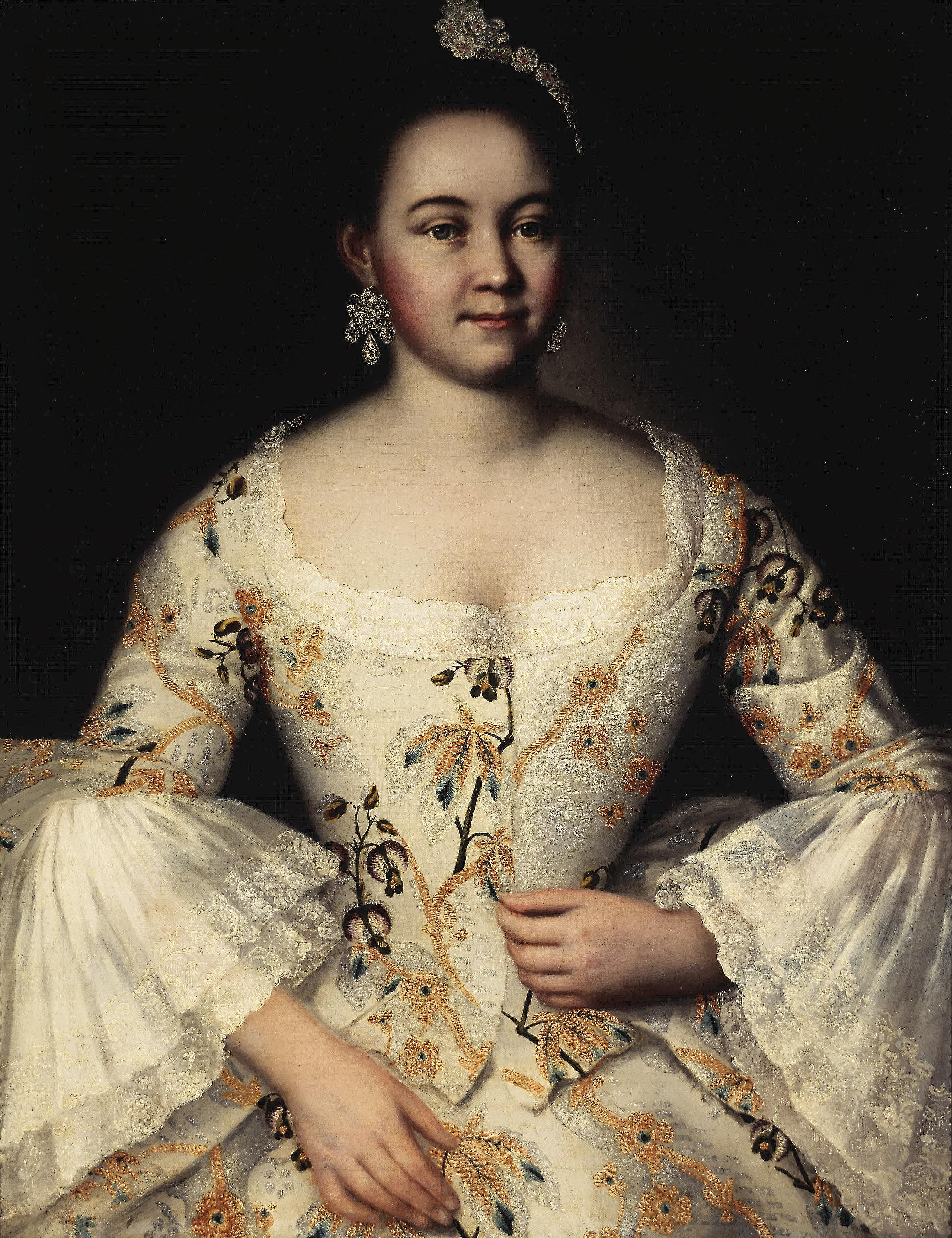
Степанида Степановна, невестка
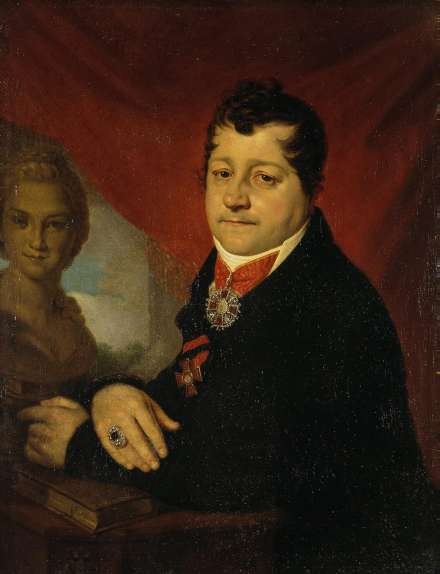
Сергей Саввич, сын
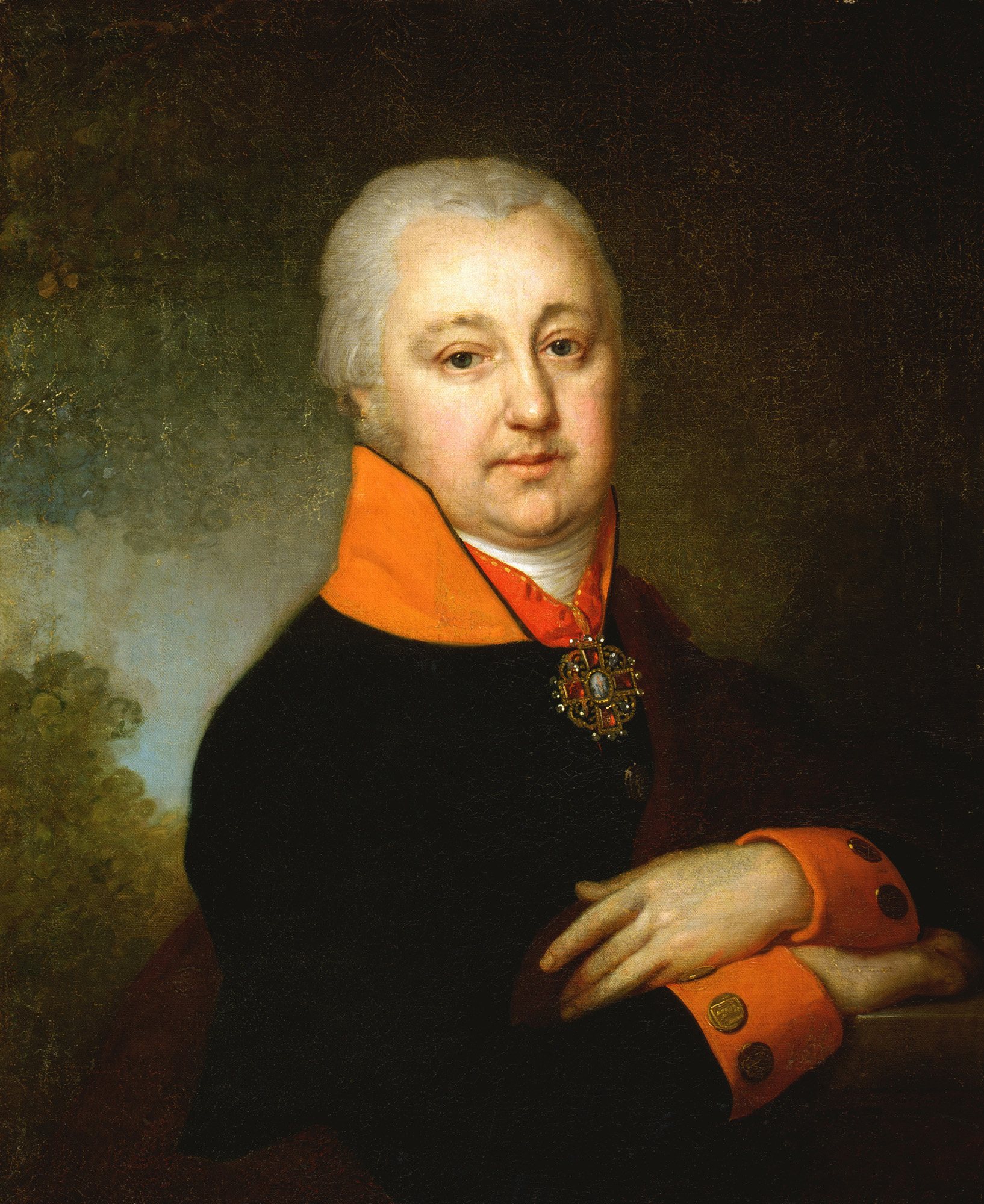
Николай Михайлович, внук
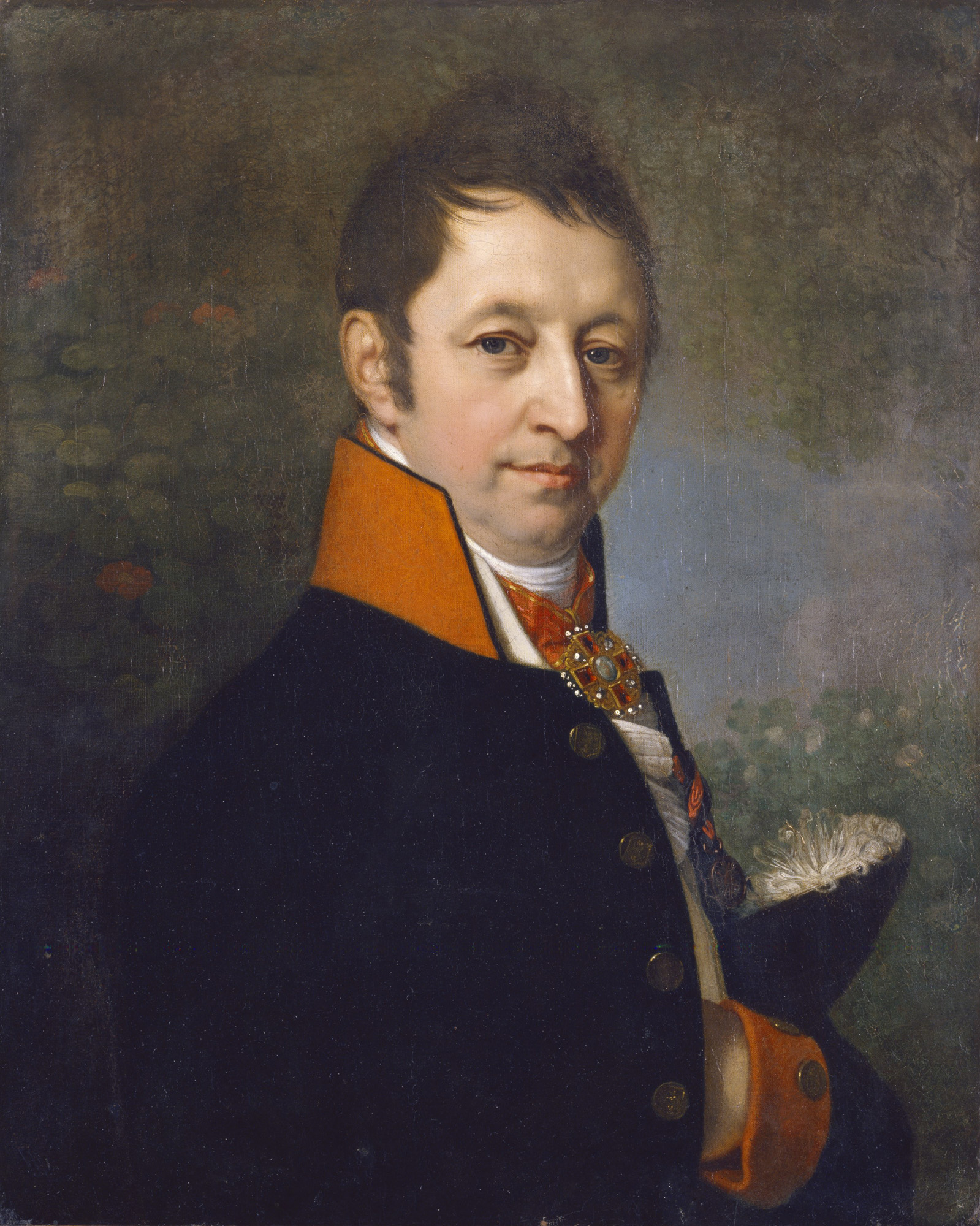
Иван Михайлович, внук